# رلف سدلر
رلف سدلر (به انگلیسی: Ralph Sadler) (۱۵۰۷ — ۳۰ مارس ۱۵۸۷) سیاستمدار و دیپلمات اهل انگلستان بود. او در دوران هنری هشتم مناصبی همچون عضو شورای خصوصی پادشاهی انگلستان، منشی پادشاه و سفیر انگلستان در اسکاتلند در اختیار داشت. سدلر در دوران ادوارد ششم از اعضای شورای نایب‌السلطنگی بود. او همچنین از جمله افرادی بود که بعد از ادوارد ششم، از به سلطنت رسیدن جین گری حمایت کردند. به همین دلیل، سدلر در دوران ماری یکم ناچار به کناره‌گیری از مناصب حکومتی شد. او مجدداً در دوران الیزابت یکم به عضویت شورای خصوصی درآمد و در روابط سیاسی مابین انگلستان و اسکاتلند فعال شد. سدلر در ۳۰ مارس ۱۵۸۷ درگذشت و جسد او در کلیسایی در استندون، هرتفوردشر دفن شده است.